# H.G. Wells' The War of the Worlds (strip)
H.G. Wells' The War of the Worlds is een stripversie van H. G. Wells' sciencefictionroman The War of the Worlds. De strip is gemaakt door Ian Edginton en D'Israeli. Het is een prequel van de stripreeks Scarlet Traces.
De strip volgt het verhaal van de roman en speelt zich dus af in het Engeland van begin 20e eeuw.

## Publicatie
De strip is uitgebracht als een webstrip en als een graphic novel:
- H.G. Wells' The War of the Worlds (met Ian Edginton en D'Israeli, Dark Horse, 72 pagina’s, 2006 ISBN 1-59307-474-3)